# The Skull (film 1913)
The Skull è un cortometraggio muto del 1913 diretto da William V. Ranous e interpretato da Florence Turner, Leo Delaney, George Cooper, Edward R. Phillips, Dorothy Kelly, Richard Leslie, Edith Storey.

## Produzione
Il film fu prodotto dalla Vitagraph Company of America.

## Distribuzione
Distribuito dalla General Film Company, il film - un cortometraggio in una bobina - uscì nelle sale cinematografiche statunitensi il 5 febbraio 1913.